# Cordelia Edvardson
Cordelia Maria Edvardson (née le 1er janvier 1929 à Munich et morte le 29 octobre 2012 à Stockholm) est une écrivaine et journaliste israélo-suédoise d'origine allemande.

## Biographie
Edvardson naît le 1er janvier 1929 à Munich. Elle est la fille hors-mariage de l'écrivaine allemande Elisabeth Langgässer et du philosophe allemand d'origine juive Hermann Heller. Elle vit avec sa mère, sa grand-mère et son oncle à Berlin jusqu'en 1943, d'abord à Siemensstadt, puis, après le remariage de sa mère, dans un quartier plus bourgeois. Son père est mort en 1933, après avoir été contraint à l’exil en Espagne. En 1943, sa mère, Elisabeth Langgässer, essaye de contourner les lois de Nuremberg en épousant un officier espagnol, et en faisant adopter sa fille par celui-ci. Elle porte alors brièvement le nom de Cordelia Garcia-Scouvart. La Gestapo le découvre et la fait déporter. Cordelia est déportée en 1944, dans un premier temps au camp de concentration de Theresienstadt, puis à Auschwitz, où elle reçoit le matricule A3709. Elle travaille d'abord à la fabrication d'ampoules. Plus tard, elle devient dactylo, probablement au service de Josef Mengele.
En 1945, elle est libérée et se rend, grâce aux Bus blancs, vers la Suède, où elle exerce la profession de journaliste, jusqu'en 1974. Sa mère apprend qu'elle a survécu à la Shoah plus d'un an après la fin de la guerre, et elle la retrouve en 1949, peu de temps avant son décès, en juillet 1950.
La guerre du Kippour incite Cordelia Edvardson à émigrer en Israël. De 1977 à 2006, elle est la journaliste correspondante du Svenska Dagbladet en Israël. À l'automne 2006, elle se réinstalle à Stockholm.
Elle écrit au cours de sa vie plusieurs ouvrages autobiographiques en suédois, ainsi que des recueils de poèmes. Ces ouvrages sont traduits dans d'autres langues, notamment en allemand. Bränt barn söker sig till elden, un ouvrage autobiographique sur sa vie pendant l'holocauste, publié en 1984 en Suède, lui vaut de recevoir le Prix frère et sœur Scholl. En 2001, elle reçoit le prix royal, le Kungliga priset, de l'Académie suédoise.
Stefan Jarl réalise en 2004 un documentaire sur sa vie, intitulé Flickan från Auschwitz (littéralement La Fille d'Auschwitz).
Le 22 septembre 2009, l'ambassadeur d'Allemagne en Suède, Joachim Rücker, lui remet la croix de l'Ordre du Mérite de la République fédérale d'Allemagne. À Berlin, un stolperstein a été apposé devant son ancienne maison. Un prix en son hommage est aussi créé en 2010, le Cordelia Edvardson-priset.
Elle meurt le 29 octobre 2012 à Stockholm, âgée de 83 ans.

## Publications
- Så kom jag till Kartago . Stockholm: Tiden. 1958.
- Kärlekens vittne. Stockholm: Rabén & Sjögren. 1963
- De sista av de rättfärdiga : ett reportage om en ortodox minoritet i folkhemmet Sverige. Stockholm. 1966.
- Till kvinna född. Stockholm: Rabén & Sjögren. 1967.
- Miriam bor i en kibbutz, avec Anna Riwkin-Brick. Stockholm: Rabén & Sjögren. 1969.
- Du har varit nära. Stockholm: Rabén & Sjögren. 1971.
- Om jag glömmer dig --- : en invandrares dagbok från Israel. Stockholm: Forum. 1976.  (ISBN 91-37-06099-6)
- Två rum i Jerusalem. Vällingby: Harrier. 1978.  (ISBN 91-7068-069-8)
- Bränt barn söker sig till elden : roman. Stockholm: Bromberg. 1984. Libris 7652376.  (ISBN 91-7608-253-9)
- Viska det till vinden. Stockholm: Bromberg. 1988. Libris 7652502.  (ISBN 91-7608-423-X)
- Jerusalems leende : dikter. Stockholm: Bromberg. 1991. Libris 7652550.  (ISBN 91-7608-492-2)
- Berättelser från gränsen : reportage, artiklar och krönikor. Stockholm: Norstedt. 2007.  (ISBN 978-91-1-301727-3)
- För att livet ska bli något mera uthärdligt bör man tro på under. Stockholm: Weyler. 2012.  (ISBN 978-91-87347-05-4)

## Distinctions
- Médaille de Sa Majesté le Roi
- Croix d'officier de l'ordre du Mérite de la République fédérale d'Allemagne